# Selfoss (waterval)
De Selfoss is een 11 meter hoge en meer dan 340 meter brede waterval in de gletsjerrivier Jökulsá á Fjöllum in het noorden van IJsland. De oorsprong van deze rivier ligt in de Vatnajökull-gletsjer, waardoor de hoeveelheid water zeer variabel is. Ongeveer 1 kilometer stroomafwaarts ligt de meest krachtige waterval van Europa, de Dettifoss.